# 家在香港 (電影)
《家在香港》是一部1983年上映的香港剧情片，劉德華、朱海玲和古嘉露主演。

## 剧情
王偉伦是个一心想向上爬的香港青年，起初他在一家公司从事化妆品销售工作，然而工作业绩却不理想。一个夜晚他在酒吧认识了感情失意的混血儿女子艾里卡，她在一家地产公司工作且是地产老板外国富商的情妇，在艾里卡的帮助下偉伦加入了地产公司，且因懂得把握机会而步步高升。后来偉伦又结识了从大陆偷渡来港的少女张婷婷，对她的身世经历由怜生爱。
地产陷入低潮，外国富商离港，偉伦不願与艾里卡移民外国。出于嫉妒，艾里卡向警方揭发了婷婷的偷渡客身份，虎伯在协助婷婷逃走时意外丧生。阿伦欲与婷婷化装成越南难民逃走，但婷婷不愿意拖累偉倫，獨自離去。地产公司倒閉，艾里卡在愛情、事業皆失意下自殺身亡。
而另一个青年、偉伦的好友李建辉的女友阿红，因家人移民心切而嫁給歌厅经理，待安頓好家人後回到香港找建辉，可是李建辉因失恋自暴自弃，在参加拳赛时被打到腦震盪致殘。

## 角色
| 演員   | 角色   | 简介                 |
| 劉德華 | 王偉伦 | 年轻白领             |
| 朱海玲 | 张婷婷 | 内地偷渡客           |
| 古嘉露 | 艾里卡 | 地产公司高管         |
| 谷峰   | 虎伯   | 工地看门人           |
| 黎漢持 | 李建辉 | 王偉倫好友           |
| 寇鴻萍 | 阿红   | 建辉女友，在歌厅驻唱 |

## 外部連結
- 香港影庫上《家在香港》的資料（繁體中文）
- 时光网上《家在香港》的資料（简体中文）
- 豆瓣电影上《家在香港》的資料 （简体中文）
- AllMovie上《家在香港》的资料（英文）
- 互联网电影数据库（IMDb）上《家在香港》的资料（英文）